# Chewa
Chewa, Heva Dağı – najwyższy szczyt Gór Szawszeckich. Wznosi się na wysokość 2812 m n.p.m..